# Kazuya Togura
Kazuya Togura (...) è un ex giocatore di football americano giapponese che ha giocato come wide receiver.